# Binyang
Binyang, även stavat Pinyang, är ett härad som lyder under Nannings stad på prefekturnivå i den autonoma regionen Guangxi i södra Kina. Staden är en viktig transportknutpunkt och knyter samman Guangxi med Guangdong- och Yunnan-provinserna.

## Historia
I samband med att Folkets befrielsearmé tog kontroll över landet i kulturrevolutionens slutskede 1968–1971 bedrevs en kampanj för att "rensa ut klassleden" från "kontrarevolutionära element". Detta blev ett av kulturrevolutionens mest våldsamma skeden och i Binyangs härad dödades inte mindre än 3681 bybor under sommaren 1968 och i andra delar av provinsen förekom det enligt vissa uppgifter kannibalism.